# Очеретянка попеляста
Очеретянка попеляста (Acrocephalus aequinoctialis) — вид співочих птахів з родини очеретянкових (Acrocephalidae).

## Поширення
Ендемік Кірибаті. Поширений на атолах Кіритіматі і Терайна. Раніше траплявся також на атолі Табуаеран, але вимер там до 1972 року. Розмір популяції виду оцінюється приблизно в 2500 птахів.

## Опис
Це птах завдовжки близько 15 см і середньою вагою 230 грам. Зверху оливково-сірий із сірими боками та лопатками. Пір’я має білу облямівку, особливо на хвості та нижній частині хвоста. Нижня сторона світло-сіра.

## Підвиди
Включає два підвиди.
- A. aequinoctialis aequinoctialis (Latham, 1790) - Кірітіматі
- A. aequinoctialis pistor Tristram, 1883 - Терайна і Табуаеран